# Broekland (Raalte)
Broekland is een kerkdorp in de gemeente Raalte, gelegen in de Nederlandse provincie Overijssel. Broekland telt 1.205 inwoners, en ligt in de streek Salland, tussen Raalte, Wijhe en Olst.

## Geschiedenis
In 1911 werd de rooms-katholieke parochie Broekland afgesplitst van de parochie Boerhaar. In beide plaatsen bouwde men vervolgens een kerk naar ontwerp van Hermanus Kroes. In 1912 vond de inzegening van de Broeklandse Marcellinuskerk plaats. Rond de kerk ontstond het dorp. Tot dan toe was het niet meer dan een laaggelegen gebied (broek) met een paar boerderijen, omringd door meidoornhagen en/of houtsingels. In 1911 bouwde een boer met ondernemersgeest en vooruitziende blik een kruidenierswinkel/café direct naast de plek waar de nieuwe kerk was gepland. Recht tegenover de kerk kwam vervolgens een winkel annex koffiehuis.

## Voorzieningen
De voorzieningen in Broekland bestaan onder andere uit een basisschool en een sporthal. In het centrum van het dorp staan de Marcellinuskerk, een café en diverse winkels, waaronder een supermarkt en een bakkerij. Op dinsdag is er op het Bouwhuisplein een kleine markt. Buslijn 563 verbindt het dorp met Raalte en Wijhe.

### Sport
SV Broekland heeft een eigen sportcomplex met sporthal en kantine. Er wordt voetbal, handbal, volleybal en tennis gespeeld.

## Dorpsfeesten
- Broeklanderfeest. Dit vierdaagse feest vindt plaats in het eerste weekend van de bouwvak. Er is kermis en er staat een grote tent voor allerlei activiteiten en optredens.
- Kole Kermse. Dit drie dagen durende feest vindt plaats in maart in het centrum van Broekland. Ook dan staat er een grote tent waarin door diverse bands wordt opgetreden.
- Broekrock. Dit tweedaagse popfestival wordt sinds 1997 jaarlijks in het eerste weekend van september gehouden.
- Broekstaclerun. een obstacle run op zijn Broeklands.